# Na krawędzi (film 1970)
Na krawędzi – amerykański film kryminalny z 1970 roku na podstawie powieści Madison Jones.

## Opis fabuły
Tawes jest szeryfem miasteczka gdzieś w Tennessee. Jest to człowiek o niezłomnych zasadach moralnych. Jego życie zostaje wywrócone do góry nogami po wdaniu się w romans z dużo młodszą dziewczyną, Almą. Ona wplątuje szeryfa w grę na pograniczu prawa.

## Obsada
- Gregory Peck – Szeryf Tawes
- Tuesday Weld – Alma McCain
- Estelle Parsons – Ellen Haney
- Ralph Meeker – Carl McCain
- Lonny Chapman – Bascomb
- Charles Durning – Hunnicutt
- Jeff Dalton – Clay McCain
- Freddie McCloud – Buddy McCain
- Jane Rose – Elsie
- J.C. Evans – Dziadek Tawes
- Margaret A. Morris – Sybil
- Bill Littleton – Pollard
- Leo Yates – Vogel
- Nora Denney – Darlene Hunnicutt

i inni